# 北海道道844号祝津西小路中央線
北海道道844号祝津西小路中央線（ほっかいどうどう844ごう しゅくづにしこうじちゅうおうせん）は、北海道室蘭市内を結ぶ一般道道（北海道道）である。

## 概要

### 路線データ
- 起点：北海道室蘭市祝津町2丁目（北海道道699号室蘭港線交点）
- 終点：北海道室蘭市中央町4丁目（北海道道699号室蘭港線交点）
- 路線延長：7.4 km

## 歴史
- 1975年（昭和50年）3月31日 路線認定[1]。

## 地理

### 通過する自治体
- 胆振総合振興局
  - 室蘭市

### 交差する道路
室蘭市
- 北海道道699号室蘭港線＝祝津町2丁目（起点）
- 北海道道699号室蘭港線＝中央町4丁目（終点）

### 沿線にある施設など
室蘭市
- 白鳥大橋 - 室蘭港
- 祝津公園 - 祝津町3丁目4
- セイコーマートこんどう店 - 絵鞆町1丁目12-15
- 室蘭市立桜が丘小学校 - 増市町1丁目258
- 室蘭増市簡易郵便局 - 増市町1丁目5-13
- 測量山 - 清水町1丁目